# Герман Банґ

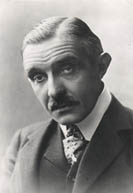
Герман Банґ

Герман Йоахім Банґ (дан. Herman Joachim Bang, 20 квітня 1857, Ассербале, Альс — 29 січня 1912, Огден, США) — данський письменник, критик, журналіст і діяч театру. Банґ відомий своїм імпресіоністський стилем.

## Біографія
Із старовинного роду, син пресвітеріанського священика, родич Ґрундтвіґа, рано втратив матір. Починав як журналіст. У 1880-ті роки жив за кордоном (Берлін, Відень, Майнінген, Прага). Зазнав
вплив натуралізму, у літературно-критичних статтях розвивав ідеї натуралістів. Товаришував з Ібсеном. Захоплювався театром, був директором театру в Берліні, Мюнхені та Копенгагені.
За бажанням свого діда Олафа Лундта Банґа (Oluf Lundt Bang) з 1875 Банґ починає вивчати юриспруденцію і державну діяльність в університеті Копенгагена, маючи намір стати дипломатом. Однак у 1877 році він перериває навчання і після численних невдалих спроб в ролі актора театру починає працювати з 1878 року журналістом провідної консервативної газеті Копенгагена «Dagbladet». З 1879 року Банґ отримує посаду журналіста в газеті «Nationaltidende», яка націлена на комерсантів і чиновників. Тут у письменника з'являється можливість удосконалити таку нову форму як фейлетон або як він сам казав писати «новим і смутних чином». У рубриці «Vekslende Themaer» протягом 4 років Банґом будуть написані понад 200 недільних фейлетонів практично про все, що відбувається в Копенгагені в королівської сім'ї Кристіана IX.
Дуже скоро Банґ стає значним письменником свого часу.
Банґ жив життям денді, не приховуючи свої гомосексуальності, що приводить до ворожого ставлення до нього і навіть ізоляції. Його перший роман «Безнадійні покоління» викликає скандал і через «аморальність» заборонений.
У автора спостерігаються часті депресії, а також епілептичні припадки як результат наркотичної залежності.
Банґ помирає в поїзді в США, куди він приїхав з курсом публічних лекцій.
Похований на Західному кладовищі Копенгагена.

## Творчість
Основна тема Банґа — процес неухильного соціального розпаду і виродження.

## Твори
Перші твори Банґа були написані у формі есе, в 1880 році з'являється його перший роман під назвою «Безнадійні покоління», який однак був за «непристойність» конфіскований і заборонений.
На початку своєї літературної кар'єри Банґ ще відданий натуралізму і перебуває під впливом таких авторів як Еміль Золя, Генрік Ібсен і Чарльз Дарвін. Навіть Іван Сергійович Тургенєв послужив зразком для Банґа.
У своєму подальшому художньому розвитку стає Банґ творцем данського імпресіонізму, а пізніше данського декадентства. Майстерно зображує Банґ не тільки життя «незначних» людей, але й самотні жіночі образи.
- Безнадійні покоління/ Haabløse Slægter (1880, роман, був засуджений як порнографічний)
- Федра/ Fædra (1883, роман)
- Ексцентричні новели/ Excentriske Noveller (1885)
- Біля дороги/ Ved Vejen (1886, роман, входить в Данський культурний канон, екранізований Максом фон Сюдовим в 1988)
- Стукко / Stuk (1887, роман)
- Тіні/ Tine (1889, роман, екранізований в 1964)
- У ярмі/ Under Aaget (1890)
- Десять років/ Ti Aar (1891, спогади)
- Сірий будинок/ Det graa hus (1901, спогади)
- Міхаель/ Mikaël (1904, роман, екранізований Моріцем Стіллером, 1916, і Карлом Теодором Дреєром, 1924)
- Без батьківщини/ De uden Fædreland (1906, роман)

## Особисте життя
Германа Банґа пов'язувала дружба та тривале співжиття з журналістом-гомосексуалом Крістіаном Хумарком (1869—1950), але роман не відбувся, оскільки закоханість була на боці Хоумарка. Однак у Банґа була проблематична закоханість у німецького актора Макса Айсфельда.
Герман Банґ став одним з об'єктів цькування в пресі у рамках гомофобної кампанії в Данії 1906—1907 років.

## Екранізації
Багато творів Банґа були екранізовані. Серед екранізацій:
- «Любов чи пристрасть», фільм А. Уральського 1917 р. за віддаленими мотивами роману «Міхаель» (не зберігся)
- фільм «Чотири диявола» Мурнау за оповіданням із збірки «Ексцентричні новели» (1928, плівка загублена),
- «Катінка» Макса фон Сюдова (1988),
- «Міхаель» Теодора Дреєра,
- «Негідник» Альфреда Гічкока.

## Образ в культурі
На основі біографії письменника побудований роман данського прозаїка Дорріт Віллумсен (1996, перекладений шведською і норвезькою мовами, літературна премія Північної Ради).